# Lliga de Santo Antão Nord de futbol
La Lliga de Santo Antão de futbol (Nord) és la lliga regional de la zona nord de l'illa de Santo Antão, Cap Verd. És organitzada per l'Associação Regional de Futebol de Zona Norte do Santo Antão, ARFZNSA. El campió disputa la lliga capverdiana de futbol.

## Historial
Font:
Campionat Regional
- 1997-98: Rosariense Clube
- 1998-99: Solpontense
- 1999-00: Solpontense
- 2000-02: no disputat, vegeu Lliga de Santo Antão
- 2002-03: Paulense
- 2003-04: Paulense
- 2004-05: Paulense
- 2005-06: Beira-Mar (Ribeira Grande)
- 2006-07: Rosariense Clube
- 2007-08: Solpontense
- 2008-09: Os Foguetões
- 2009-10: Solpontense
- 2010-11: Rosariense Clube
- 2011-12: Paulense

Primera Divisió
- 2012-13: Solpontense
- 2013-14: Paulense
- 2014-15: Paulense
- 2014-15: Sinagoga
- 2016-17: Paulense
- 2017-18: Os Foguetões
- 2018-19: UD Santo Crucifixo